# تیم دوچرخه‌سواری کارپانو
تیم دوچرخه‌سواری کارپانو (ایتالیایی: Carpano) یک تیم دوچرخه‌سواری در کشور ایتالیا بوده.
این تیم در سال ۱۹۵۶ تأسیس و در سال ۱۹۶۶ منحل شده‌است. این تیم در سال‌های ۱۹۵۸ و ۱۹۶۳ قهرمان بخش تیمی جیرو دیتالیا شده‌است.